# Christian Fuchs
Pour les articles homonymes, voir Fuchs et Christian Fuchs (sociologue).
Christian Fuchs, né le 7 avril 1986 à Neunkirchen en Autriche, est un footballeur autrichien. Il joue au poste d'arrière latéral.

## Biographie

### Carrière en club
Révélé au 1. FSV Mayence 05 au cours de la saison 2010-2011, (aux côtés d'autres jeunes talentueux tels Lewis Holtby et André Schürrle) club avec lequel il termine cinquième de la Bundesliga, Fuchs est alors engagé par le Schalke 04 pour quatre saisons et un transfert de quatre millions d'euros, où il retrouvera son partenaire Lewis Holtby. 
Le 7 juin 2021, alors que son contrat avec Leicester City arrive à expiration, il s'engage en faveur du Charlotte FC, franchise d'expansion de Major League Soccer qui connait sa saison inaugurale en 2022. En attendant les débuts de l'équipe, il rejoint l'Independence de Charlotte, franchise du USL Championship dans la même ville, le 27 juillet suivant.
Le 26 février 2022, il fait ses débuts en Major League Soccer contre D.C. United, s'inclinant 3-0

### Carrière internationale
Entre 2006 et 2016, il est sélectionné à 78 reprises en équipe d'Autriche, équipe avec laquelle il inscrit un but. Il participe à deux championnats d'Europe en 2008 et en 2016.

## Palmarès

### En club
FC Schalke 04
- Vainqueur de la Supercoupe d'Allemagne en 2011

 Leicester City
- Vainqueur de la Premier League en 2016

### Sélection
Autriche
- Médaille de bronze au Championnat d'Europe des moins de 17 ans : 2003